# Ponthieva pulchella
Ponthieva pulchella är en orkidéart som beskrevs av Rudolf Schlechter. Ponthieva pulchella ingår i släktet Ponthieva och familjen orkidéer. Inga underarter finns listade i Catalogue of Life.